# Регламент CLP
Регламент CLP (для «Класифікації, маркування та пакування») — нормативно-правовий акт Європейського Союзу від 2008 року, який узгоджує систему Європейського Союзу з класифікації, маркування та пакування хімічних речовин і сумішей у глобальному масштабі (GHS). Очікується, що він сприятиме глобальній торгівлі та узгодженій передачі інформації про небезпеку хімічних речовин, а також сприятиме ефективності регулювання. Він доповнює Регламент про реєстрацію, оцінку, авторизацію та обмеження хімічних речовин (REACH) 2006 року (ЄС № 1907/2006) і замінює стару систему, що міститься в Директиві про небезпечні речовини (67/548/ЄЕС) і Директиві про небезпечні препарати (1999/45/ЄС).

## Зміст
Регламент Європейського Союзу про класифікацію, маркування та пакування 2008 року включає критерії класифікації та правила маркування, узгоджені на рівні ООН, так звану Гармонізовану на глобальному рівні систему класифікації та маркування хімічних речовин (GHS). Він запровадив нові критерії класифікації, європейські символи небезпеки (піктограми) та заяви про ризик і безпеку для маркування, беручи до уваги елементи, які були частиною попереднього законодавства ЄС.
Регламент вимагає від компаній належним чином класифікувати, маркувати та пакувати свої речовини та суміші перед тим, як випускати їх на ринок. Регламент спрямований на захист працівників, споживачів і навколишнього середовища шляхом маркування, яке відображає можливу небезпеку конкретної хімічної речовини. Він також передбачає нотифікацію класифікацій, створення переліку гармонізованих класифікацій і створення реєстру класифікації та маркування, як того вимагає REACH.

### Гармонізована класифікація та маркування
Класифікація та маркування гармонізовані для забезпечення належного управління ризиками для небезпек, що викликають найбільше занепокоєння (канцерогенність, мутагенність, репродуктивна токсичність (CMR) і респіраторні сенсибілізатори), а також для інших речовин у кожному конкретному випадку. Це робиться за допомогою так званої гармонізованої класифікації та маркування (CLH). Речовини, що мають CLH, перераховані в Додатку VI Регламенту CLP. Виробники, імпортери та наступні користувачі таких речовин і сумішей, що містять такі речовини, повинні застосовувати CLH.

### Унікальний ідентифікатор формули
Унікальний ідентифікатор формули (UFI, 16-значний код) з'явиться на етикетках продуктів як новий елемент ідентифікації з 2020 року. До 2025 року UFI стане обов'язковим на етикетці всіх продуктів, класифікованих як небезпечні для здоров'я або фізично небезпечні. Імпортери та переробники, які випускають такі продукти на ринок, повинні надавати токсикологічним центрам конкретну інформацію про продукт, включаючи UFI. 

## Реалізація
Регламент набув чинности в січні 2009 року. Виробники та імпортери вже попередньо зареєстрували понад 140 000 речовин у Європейському агентстві хімічних речовин відповідно до Регламенту REACH. До 1 грудня 2010 року вони повинні були запропонувати «тимчасові класифікації» цих речовин, які з цієї дати використовуються для маркування чистих речовин. Кінцевий термін класифікації сумішей – 31 травня 2015 року. Крайній термін перемаркування та перепакування продуктів, які вже були на ринку, закінчився через два роки: 1 червня 2017 року.

## Подальше законодавство 2008–2009
У 2008 році Директива 2008/112/ЄС і Регламент (ЄС) № 1336/2008 адаптували положення, що ґрунтуються на класифікації, в іншому чинному законодавстві ЄС («законодавство нижче за течією») до нових правил. Відповідно до статті 53 Регламенту CLP, у 2009 році було зроблено перше пристосування до науково-технічного прогресу (ATP) з Регламентом Комісії 790/2009.

## Посиланя
1. ↑  New classification, labelling and packaging regulation, European Chemicals Agency, архів оригіналу за 9 березня 2009, процитовано 8 березня 2009
2. ↑  Regulation (EC) No 1907/2006 of the European Parliament and of the Council of 18 December 2006 concerning the Registration, Evaluation, Authorisation and Restriction of Chemicals (REACH), establishing a European Chemicals Agency. OJEC L396, 30.12.2006, pp. 1–849.
3. ↑  Council Directive 67/548/EEC of 27 June 1967 on the approximation of laws, regulations and administrative provisions relating to the classification, packaging and labelling of dangerous substances. OJEC L196, 16.8.1967, pp. 1–98; OJEC English special edition, Series I, Chapter 1967, p. 0234.
4. ↑  Directive 1999/45/EC of the European Parliament and of the Council of 31 May 1999 concerning the approximation of laws, regulations and administrative provisions of the Member States relating to the classification, packaging and labelling of dangerous preparations. [Архівовано 2008-05-28 у Wayback Machine.] OJEC L200, 20.7.1999, pp. 1–68.
5. 1 2  Harmonised classification and labelling (CLH). echa.europa.eu (брит.). Архів оригіналу за 23 червня 2012. Процитовано 14 грудня 2021.
6. ↑  The UFI and what it means for your product labels (PDF). ECHA. Архів оригіналу (PDF) за 18 лютого 2019. Процитовано 18 лютого 2019.
7. ↑  Chemical Glossary : CLP Regulation, reagent.co.uk
8. ↑  European Chemicals Agency (ECHA). Labels – make sure you’re legal after 1 June 2017. newsletter.echa.europa.eu. Архів оригіналу за 10 листопада 2017. Процитовано 8 червня 2024.
9. ↑  Directive 2008/112/EC of the European Parliament and of the Council of 16 December 2008 amending Council Directives 76/768/EEC, 88/378/EEC, 1999/13/EC and Directives 2000/53/EC, 2002/96/EC and 2004/42/EC of the European Parliament and of the Council in order to adapt them to Regulation (EC) No 1272/2008 on classification, labelling and packaging of substances and mixtures
10. ↑  Regulation (EC) No 1336/2008 of the European Parliament and of the Council of 16 December 2008 amending Regulation (EC) No 648/2004 in order to adapt it to Regulation (EC) No 1272/2008 on classification, labelling and packaging of substances and mixtures
11. ↑  Commission Regulation (EC) No 790/2009 of 10 August 2009 amending, for the purposes of its adaptation to technical and scientific progress, Regulation (EC) No 1272/2008 of the European Parliament and of the Council on classification, labelling and packaging of substances and mixtures